# Gran Camino del Este
En el universo imaginario del escritor J. R. R. Tolkien y en las novelas El hobbit y El Señor de los Anillos, el Gran Camino del Este es la ruta más importante de Eriador que lo cruza todo de oeste a este y continúa, luego de atravesar las Montañas Nubladas, por Rhovanion.
Si bien fue trazado y pavimentado por los Númenóreanos en el segundo milenio de la Segunda Edad del Sol; los Enanos ya usaban esa ruta en la Primera Edad del Sol para comunicar Moria y las Colinas de Hierro con las Ciudades de Nogrod y Belegost en Beleriand.
Cruza todo Eriador desde los Puertos Grises en el Golfo de Lhûn, hacia el oeste hasta llegar a los Vados del Bruinen, para luego penetrar en Rivendel hasta el Paso de Imladris. Del otro lado de las Hithaeglir se lo conoce como Men-I-Naugrim o "Viejo Camino de los Enanos" y cruza el Anduin, por el "Viejo Vado", y el Bosque Negro.
Atraviesa toda la Comarca; en Quebradas Blancas al oeste de Hobbiton, se cruza con el Camino del Norte. Une las principales localidades del país de los Hobbits y sale de allí atravesando el Puente del Brandivino hacia Los Gamos. 
Siempre hacia el oeste, bordea el Bosque Viejo y en una leve, pero larga curva llega hasta las puertas de Bree, para atravesar la ciudad por la parte norte de la empalizada; a poco de salir de esta y cercano al Bosque de Chet se le une el Camino Verde, que proviene de Fornost. Bordea el pantano de Moscagua y las Colinas del Viento, para cruzar por el Puente Último el río Fontegrís; luego, atravesando la región de El Ángulo, llega hasta los Vados del Bruinen.

## Historia
Como se explica más arriba, El Gran Camino fue usado por los Enanos durante muchos siglos de la Primera Edad hasta la destrucción de Beleriand, llevando y trayendo su comercio con sus centros poblacionales y con los pueblos Élficos y Humanos de las regiones que cruzaba. En la Tercera Edad, siguieron usándolo para llevar el comercio entre Moria o Erebor y las posesiones en las Ered Luin. Cuando estos importantes centros cayeron en manos del Balrog o en manos de Smaug, los Enanos llevaban el comercio entre Rivendel, Bree, La Comarca y las minas de hierro de las Montañas Azules.
A finales de la Segunda Edad del Sol, entre los años 3430 y 3434 S. E., el ejército de la Última Alianza se reunió en Amon Sûl y tomó el Gran Camino para ir a Mordor, cruzando las Montañas Nubladas por el Paso Alto.
En la Tercera Edad, el reino de Arthedain fortificó un tramo importante, entre Bree y las Colinas del Viento, pues deseaba defender Amon Sûl, tanto de Cardolan como de Rhudaur; como así también sirvieron de defensa contra los embates de los reinos de Angmar y Rhudaur.
En el año 2941 T. E. el Gran Camino fue recorrido por Bilbo Bolsón, la Compañía de Thorin Escudo de Roble y el Mago Gandalf en su viaje a Erebor. Partieron juntos desde la Taberna del Dragón Verde en Delagua hasta Rivendel y cruzaron las Montañas Nubladas por el Paso Alto. Dos peripecias ocurrieron en ese recorrido: El encuentro con los trolls, a poco de cruzar el Mitheitel, y la captura por parte de los trasgos en Annerchin.
Años más tarde, en 3018 T. E., Frodo junto a Merry, Pippin, Sam y Trancos, recorrieron el último tramo del Camino, desde el Puente Último a los Vados del Bruinen, perseguidos por los Nazgûl. Previamente habían seguido por senderos paralelos al Gran Camino para evitar a los Sirvientes de Sauron, que habían estado vigilándolo.